# Melissa (plante)
Pour les articles homonymes, voir Melissa.
Genre
Melissa est un genre de plantes à fleurs de la famille des Lamiacées. Il regroupe quelques espèces de plantes herbacées originaires d'Europe et d'Asie.

## Liste partielle des espèces
- Melissa axillaris (Bentham) Bakhuizen f.
- Melissa flava Bentham ex Wallich
- Melissa officinalis - mélisse officinale, mélisse citronnelle ou citronnelle
- Melissa yunnanensis C. Y. Wu & Y. C. Huang